# Emil Forsberg
Emil Peter Forsberg (Nachname [fɔʂbærj], * 23. Oktober 1991 in Sundsvall) ist ein schwedischer Fußballspieler. Der Offensivspieler steht seit Januar 2024 bei den New York Red Bulls unter Vertrag.

## Karriere
Forsberg schloss sich der Nachwuchsabteilung von GIF Sundsvall an. In der Zweitliga-Spielzeit 2009 debütierte er für den Klub in der Superettan. Dort rückte er in den Fokus der schwedischen U19-Auswahl. In der folgenden Spielzeit trug er in allen 30 Saisonspielen zum Erreichen des Relegationsplatzes zur Allsvenskan bei; die beiden Spiele gegen den Erstligisten Gefle IF wurden jedoch verloren. An der Seite von David Myrestam, Ari Freyr Skúlason, Fredrik Holster und Stefan Ålander trug er mit elf Saisontoren in der Spielzeit 2011 zum Erreichen des zweiten Tabellenplatzes und damit zum direkten Aufstieg in die Allsvenskan bei. Bereits im Sommer hatte der Verein seine Vertragslaufzeit bis 2013 verlängert. Zum Auftakt der Erstliga-Spielzeit 2012 verletzte sich Forsberg am Fuß. Insgesamt kam er zu 21 Spieleinsätzen; die Mannschaft beendete die Spielzeit auf dem Relegationsplatz. Gegen Halmstads BK verpasste sie durch eine 0:3-Hinspielniederlage und einen 4:3-Erfolg im Rückspiel den Klassenerhalt.
Forsberg blieb in der Allsvenskan und unterschrieb im Dezember 2012 einen Vierjahresvertrag bei Malmö FF. Unter Trainer Rikard Norling wechselte er anfangs zwischen Startelf und Ersatzbank, etablierte sich aber in der Spielzeit 2013 als Stammspieler und trug mit fünf Saisontoren zum Gewinn der Meisterschaft bei. Die Leistungen im Saisonverlauf honorierte Nationaltrainer Erik Hamrén im Dezember 2013, als er ihn für die A-Nationalmannschaft nominierte. Im Januar 2014 debütierte er beim 2:1-Erfolg gegen Moldawien im Nationaltrikot und hielt sich in der Folge im erweiterten Kreis der Auswahlmannschaft. Auf Vereinsebene zeichnete er sich als regelmäßiger Torschütze in der schwedischen Meisterschaft aus. Mit der Mannschaft um Markus Rosenberg, Ricardinho, Robin Olsen und Markus Halsti qualifizierte er sich im Sommer erstmals in der Vereinsgeschichte für die Gruppenphase der Champions League. Im November verteidigte er mit ihr den Meistertitel, er war mit 14 Saisontoren hinter dem um ein Tor erfolgreicheren Rosenberg zweitbester vereinsinterner Torschütze. Wenige Wochen später verpasste die Mannschaft als Gruppenletzter in der Champions League das Weiterkommen im Europapokal.
Am 7. Januar 2015 wechselte Forsberg nach Deutschland zum damaligen Zweitligisten RB Leipzig. Er unterschrieb einen bis zum 30. Juni 2018 laufenden Vertrag. In seiner ersten Saison für RB Leipzig blieb er ohne Tor und verpasste mit der Mannschaft den Aufstieg in die Bundesliga. In der Saison 2015/16 erzielte er acht Tore, bereitete sieben vor und avancierte zum notenbesten Spieler der gesamten Saison im Fachmagazin kicker. Am Ende der Saison stieg Forsberg mit der Mannschaft als Tabellenzweiter in die Bundesliga auf. Sein Bundesligadebüt gab er am 28. August 2016 (1. Spieltag) beim 2:2 im Auswärtsspiel gegen die TSG 1899 Hoffenheim. Am 13. September 2017 schoss Forsberg beim 1:1 gegen den AS Monaco das erste Champions-League-Tor der Leipziger Klubgeschichte.
Für die Europameisterschaft 2016 in Frankreich wurde er in das schwedische Aufgebot aufgenommen. Nach der Gruppenphase war das Team Tabellenletzter und schied aus; Forsberg wurde in allen drei Spielen eingesetzt. Zwei Jahre später stand er erneut im schwedischen Aufgebot zur Weltmeisterschaft 2018. Nach zunächst drei Startelfeinsätzen in der Vorrunde, erzielte er im Achtelfinale den entscheidenden Treffer zum 1:0 gegen die Schweiz, wodurch die Mannschaft ins Viertelfinale einzog. Dort verlor Schweden 0:2 gegen England.
Am 27. November 2019 erzielte Forsberg in der Champions League gegen Benfica nach 0:2-Rückstand den entscheidenden Doppelpack, wodurch RB Leipzig zum ersten Mal in seiner Klubgeschichte die K.o.-Phase erreichte. Den Ausgleich erzielte er in der sechsten Minute der Nachspielzeit per Kopf. Rund einen Monat später wurde er mit Leipzig Bundesliga-Herbstmeister. Im DFB-Pokal erzielte er sowohl 2021 als auch 2022 im Halbfinale das entscheidende Tor zu einem 2:1-Sieg; gegen Bremen in der 121. Minute und gegen Union Berlin in der 92. Minute führte er Leipzig ins Endspiel.
Mit der schwedischen Auswahl erreichte er bei der Europameisterschaft 2021 das Achtelfinale, in dem Schweden gegen die Ukraine ausschied.
Zum 1. Januar 2024 verließ Forsberg Leipzig nach 9 Jahren und wechselte in die Major League Soccer zu den New York Red Bulls. Sein Vertrag in Leipzig lief noch bis 2025. Er unterschrieb in New York einen Vertrag bis zum 31. Dezember 2026 mit der Option auf ein weiteres Jahr.

## Erfolge und Auszeichnungen
Schweden
- Meister: 2013, 2014
- Supercupsieger: 2013, 2014
- Aufstieg in die Fotbollsallsvenskan: 2011

Deutschland
- Pokalsieger: 2022, 2023
- Supercupsieger: 2023
- Aufstieg in die Bundesliga: 2016

Auszeichnungen
- Mitglied der VDV 11: 2017
- Schwedischer Fußballer des Jahres: 2021[8]

## Sonstiges
Forsberg stammt aus einer Fußballer-Familie und trägt in Schweden den Spitznamen „Mini-Foppa“. Bereits sein Großvater Lennart war professioneller Fußballer und wurde „Foppa“ genannt – eine Abkürzung für Forsberg. Als Emils Vater Leif später ebenfalls für GIF Sundsvall spielte, nannten ihn die Leute „Lill-Foppa“ (kleiner Forsberg). Alle drei gaben ihr Debüt für Sundsvall im Alter von 17 Jahren.
Seine Ehefrau Shanga spielte von 2016 bis Anfang 2018 in der Frauenfußball-Abteilung von RB Leipzig und hat ihre Karriere beendet. Gemeinsam mit ihr hat er eine Tochter, die im August 2018 zur Welt kam.